# 사쿠마 노부모리
사쿠마 노부모리(일본어: 佐久間 信盛)는 센고쿠 시대부터 아즈치모모야마 시대까지의 무장이다. 오다씨의 가신이며, 사쿠마 씨의 당주이다.